# Sphenomorphus sarasinorus
Sphenomorphus sarasinorus är en ödleart som beskrevs av  George Albert Boulenger 1897. Sphenomorphus sarasinorus ingår i släktet Sphenomorphus och familjen skinkar. Inga underarter finns listade i Catalogue of Life.